# Europa India Gateway
Europe India Gateway  (EIG) es un sistema de cable de comunicaciones submarino para conectar el Reino Unido, Portugal, Gibraltar, Mónaco, Francia, Libia, Egipto, Arabia Saudita, Yibuti, Omán, Emiratos Árabes Unidos e India.

## Organización y propietarios
Tiene aproximadamente 15,000 kilómetros de largo. Es capaz de entregar hasta 3.84 terabits por segundo. El sistema de cable está construido por Alcatel-Lucent y TE Subcom (anteriormente conocido como Tyco) y estaba programado para completarse en el segundo trimestre de 2010. El EIG es el primer sistema directo de fibra óptica de gran ancho de banda desde Gran Bretaña hasta la India. El sistema de cable fue invertido por 18 empresas, incluyendo: AT&T; Bharti Airtel; BT Group; Cable e inalámbrico en todo el mundo; Djibouti Télécom; Emirates Integrated Telecommunications Co. (du); Gibtelecom; SOY; Empresa Libia de Telecomunicaciones Postales y Tecnología de la Información; Mauritius Telecom; Monaco Telecom; MTN Group; Omantel, PT Comunicações, S.A .; Saudi Telecom Company; Telecom Egypt; Telkom SA y Verizon Business. La construcción del cable costará $ 700 millones.
Puntos de amarre
EIG tiene puntos de amarre en: 
- Bude, Reino Unido
- Sesimbra, Portugal
- Gibraltar
- Marsella, Francia
- Mónaco
- Trípoli, Libia
- Alejandría, Egipto luego por tierra a Suez, Egipto, luego submarino nuevamente
- Yeda, Arabia Saudita
- Yibuti
- Mascate, Omán
- Fuyaira, Emiratos Árabes Unidos
- Bombay, India